# Крисс, Григорий Яковлевич
Григо́рий Я́ковлевич Крисс (укр. Григорій Якович Кріс; род. 24 декабря 1940, Киев, Украинская ССР) — советский фехтовальшик на шпагах, олимпийский чемпион 1964 года в личном первенстве. Заслуженный мастер спорта СССР (1964), кавалер ордена князя Ярослава Мудрого V степени (2020) и орденом «За заслуги» I степени (Украина, 2016), II степени (2012) и III степени (2002). Пятикратный чемпион СССР в личных соревнованиях.

## Биография
Родился в Киеве на Подоле, в еврейской семье. Член национальной сборной СССР в 1963—1973 гг.

### Чемпионаты мира
В 1967 году он становится серебряным призёром Чемпионата мира в индивидуальном зачёте. В 1971 году выиграл золото в индивидуальном зачёте на чемпионате мира.
Призёр четырёх мировых чемпионатов — 1965 (бронза в команде,Париж), 1966 (серебро в команде, Москва),1967 (золото в команде и серебро лично Монреаль) 1969 (золото в команде, Куба), 1971 (серебро в команде и золото лично Вена).

### Олимпийские игры
Выиграл четыре олимпийские награды. На Олимпийских играх 1964 года — золотая медаль в индивидуальном зачёте (первая и единственная олимпийская победа в личном первенстве шпажистов в истории советского фехтования). В 1968 году выиграл серебряную медаль в индивидуальном зачёте и в команде.
В 1972 году на Олимпийских играх выиграл бронзовую медаль в командном зачёте.